# Giuseppe Santomaso
Giuseppe Santomaso (* 26. September 1907 in Venedig; † 23. Mai 1990 ebenda) war ein abstrakter italienischer Maler.

## Leben
Giuseppe Santomaso wurde als Sohn eines Goldschmieds in Venedig geboren und verbrachte dort seine Kindheit, Jugend und den größten Teil seines Lebens. Von 1932 bis 1934 studierte er an der Accademia di belle arti in Venedig. Bereits im Jahr 1934 wurde er in seiner Heimatstadt zur Teilnahme als Künstler an der Biennale von Venedig eingeladen.
Santomaso beschäftigte sich intensiv mit der avantgardistischen Kunst. 1937 unternahm er eine Studienreise in die Niederlande und studierte dort die Künstler des Impressionismus und des Fauvismus. Bei Besuchen in Paris anlässlich der Weltausstellungen beschäftigte sich Giuseppe Santomaso mit der Kunst von Henri Matisse, Georges Braque, Pierre Bonnard und Pablo Picasso. Im Jahr 1939 hatte Santomaso seine Einzelausstellung in der Galerie Rive Gauche in Paris.

## Mitgliedschaft bei Künstlergruppen
Santomaso war 1946 Mitbegründer der progressiven italienischen Künstlergruppe Nuova Secessione Artistica Italiana. Diese Gruppe wurde später in 'Fronte Nuovo delle Arti' umbenannt. Das Ziel dieser Künstlergruppe war, eine Provinzialisierung der italienischen Kunst zu verhindern. Im Jahr 1948 allerdings spaltete sich der 'Fronte Nuovo delle Arti' in zwei Lager: In die Vertreter der realistischen Kunst und der abstrakten Kunst. Santomaso gehörte zur Fraktion der Abstrakten. Diese Gruppe nannte sich im Jahr 1952 'Gruppo degli otto Pittori Italiani' ("Gruppo degli Otto"). Die Künstler der Gruppe stellten gemeinsam aus.
In den 1950er Jahren beschäftigte sich Santomaso zunehmend mit der Ausdrucksweise des Informel, seine Kunst wurde abstrakter. In den 1960er Jahren wurden Santomasos Gemälde ruhiger und grafischer. In den 1970er Jahren schließlich fanden sich in seinen Gemälden die Architekturelemente der Palazzi von Venedig und die Bilder wurden stark von seiner Heimatstadt inspiriert.
Von 1954 bis 1974 war Santomaso als Lehrer an den Accademie di Belle Arti tätig und er beteiligte sich im selben Zeitraum dreizehnmal an der Biennale von Venedig. In den Jahren 1955, 1959 und 1964 war er Teilnehmer der documenta 1, der documenta II und documenta III in Kassel.
1983 erhielt Santomaso einen Antonio-Feltrinelli-Preis. Bis zu seinem Tod im Jahr 1990 in Venedig war er Teilnehmer zahlreicher weiterer nationaler und internationaler Ausstellungen. Zweimal wurden seine Werke in der Galerie Roswitha Haftmann in Zürich ausgestellt, im Jahr 1983 zu Lebzeiten des Künstlers, im Jahr 1998 posthum.

## Giuseppe Santomaso in Museen
- Gallerie d'Italia, Piazza alla Scala, Mailand
- Museo Novecento von Florenz
- Galleria d'arte moderna e contemporanea von Bergamo
- MAGA – Museo arte Gallarate, Gallarate (Varese)

## Bibliographie
- Santomaso, Collezione dell'Obelisco, Carlo Bestetti Edizioni d'Arte, Roma